# Узянский сельсовет
Узянский сельсовет — муниципальное образование в Белорецком районе Башкортостана России.

## История
Согласно Закону о границах, статусе и административных центрах муниципальных образований в Республике Башкортостан имеет статус сельского поселения.

## Население
| 1939  | 1961  | 1969  | 2002  | 2009  | 2010  | 2012  |
| ----- | ----- | ----- | ----- | ----- | ----- | ----- |
| 3302  | ↗4173 | ↘3510 | ↘2057 | ↗2277 | ↘1613 | ↗1614 |
| 2013  | 2014  | 2015  | 2016  | 2017  |       |       |
| ↘1592 | ↘1535 | ↘1491 | ↘1462 | ↘1412 |       |       |

## Состав сельского поселения
| № | Населённый пункт | Тип населённого пункта       | Население |
| - | ---------------- | ---------------------------- | --------- |
| 1 | Узян             | село, административный центр | ↘1140     |
| 2 | Кагарманово      | деревня                      | ↘432      |
| 3 | Роща             | деревня                      | ↘27       |
| 4 | Катарыш          | деревня                      | ↘14       |

### Упразднённые населённые пункты
Кутуйка — упраздненный в 1986 году поселок